# Ture Rosengren
Ture Jacobsson Rosengren, född 1 november 1548 i Östra Skrukeby socken, död 24 maj 1611, var en svensk jurist och ämbetsman, son till riksrådet Jakob Rosengren till Grensholm i Vånga socken, Östergötland.

## Biografi
Ture Rosengren föddes 1 november 1548 i Östra Skrukeby socken. Han var son till ståthållaren Jakob Rosengren och Metta Ryning. Han blev 1594 ståthållaren på Vadstena slott och 1595 häradshövding i Aska härad. Rosengren blev 1600 befallningsman på Linköpingshus med Konungsbro, Nörby och Tuna kungsgård. Han var hertig Karls råd och kallas 1606 ståthållare i Linköpings län.Rosengren avled 24 maj 1611 och begravdes i Östra Skrukeby kyrka. Hans vapen hänger även i kyrkan.
Rosengren ägde Grensholm i Östra Skrukeby socken.
Rosengren var redan under Erik XIV:s och Johan III:s tid en man av betydenhet och användes under Sigismund och Karl IX på höga poster inom lantregeringen. Rosengren var ledamot av den år 1604 beslutade nämnden för uppgörande av förslag till förbättring av allmänna lagen. Två förslag utarbetades: det ena, ett starkt aristokratiskt, bland vars författare Rosengren främst nämns, brukar kallas "det rosengrenska"; det andra bär namn efter kung Karl IX.

### Familj
Rosengren gifte sig första gången med Malin Kardt (död 1586). Rosengren gifte sig andra gången 1 mars 1590 på Broxvik med Mechtild Eriksdotter Ulfsparre af Broxvik (död 1612). Hon var dotter till riksrådet Erik Månsson Ulfsparre af Broxvik och Estrid Jönsdotter på Broxvik. De fick tillsammans dottern Metta Rosengren (död 1634).